# سایوز۲۴
سایوز-۲۴ (به روسی: Союз 24)(به معنای اتحاد ۲۴) سومین و آخرین مأموریت سرنشین دار سازمان فضایی شوروی به مقصد ایستگاه فضایی سالیوت۵ بود. فضانوردان این مأموریت همان فضانوردان پشتیبان مأموریت قبلی یعنی سایوز۲۳ بودند. اهداف این مأموریت فعال کردن دوباره ایستگاه فضایی سالیوت۵ بعد از مشکلات به وجود آمده حاصل از دودهای مزاحم در مأموریت سایوز۲۱ بود. خدمه مأموریت یک روز پس از پرتاب توانستند با موفقیت به سالیوت۵ متصل شوند اما بلافاصله وارد ایستگاه نشده و بعد از استراحت و خواب، ۱۱ ساعت بعد وارد ایستگاه شدند. آن ها ابتدا با ماسک های مخصوص گاز وارد ایستگاه شده و پس از اطمینان از ایمنی کامل و انجام تعمیرات و آزمایش های فراوان توانستند ماسک خود را در بیاورند.

فضانوردان در این مأموریت آزمایش های ناتمام مأموریت های قبی را تکمیل کرده و عملیات تصویربرداری نیز انجام دادند. یکی دیگر از عملیات های ویژه آن ها تعویض هوای داخل سالیوت۵ بود که به نوعی آزمایش عملکردی این نوع عملیات برای فضاپیمای نسل بعدی خود یعنی فضاپیمای پروگرس به حساب می آمد. به دلیل کوتاه بودن مأموریت، احتمالاً سایوز۲۴ دارای اهداف خاص تصویربرداری بوده است و عملیات های نظامی خاصی در این مأموریت انجام شده است. همچنین سالیوت۵ بیش از این سوخت کافی برای انجام مانورهای مداری را نداشت.

فضاپیما بعد از رسیدن به زمین در میان برف سنگین به زمین نشست و به همین دلیل تیم بازیابی قادر به پیدا کردن سریع آن ها نشد. این آخرین مأموریت به سالیوت۵ بود و این ایستگاه حدود ۵ ماه بعد از مدار خارج شده و به داخل جو زمین سقوط کرد.

## نگارخانه

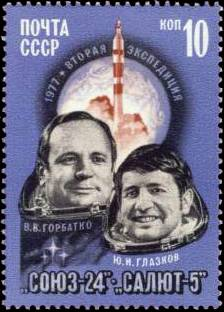
تصاویر فضانوردان سایوز۲۴ روی تمبر

## خدمه مأموریت
| شماره | نام             | ملیت               | تعداد پرواز | نقش         | تصویر |
| ۱     | ویکتور گورباتکو | اتحاد جماهیر شوروی | ۱           | فرمانده     |       |
| ۲     | یوری گلازکوف    | اتحاد جماهیر شوروی | ۱           | مهندس پرواز |       |